# 패트릭 트라우턴
패트릭 트라우턴(Patrick Troughton, 1920년 3월 25일 ~ 1987년 3월 26일)은 잉글랜드의 배우이다.

## 출연 작품
- 제국의 기사 (1987)
- 신밧드와 마법의 눈 (1977)
- 오멘 (1976)
- 프랑켄슈타인과 지옥에서 온 괴물 (1974)
- 크라운 코트 (1972)
- 드라큐라의 흉터 (1970)
- 작은 아씨들 (1970)
- 고르곤 (1964)
- 아르고 황금 대탐험 (1963)
- Z 카스 (1962)
- 오페라의 유령 (1962)
- 세인트(영어판) (1962)
- 비밀첩보원 (1960)
- 리차드 3세 (1956)
- 탈출 (1948)
- 리어 왕 (1948)
- 햄릿 (1948)
- 햄릿 (1947)